# Wysokie Taury

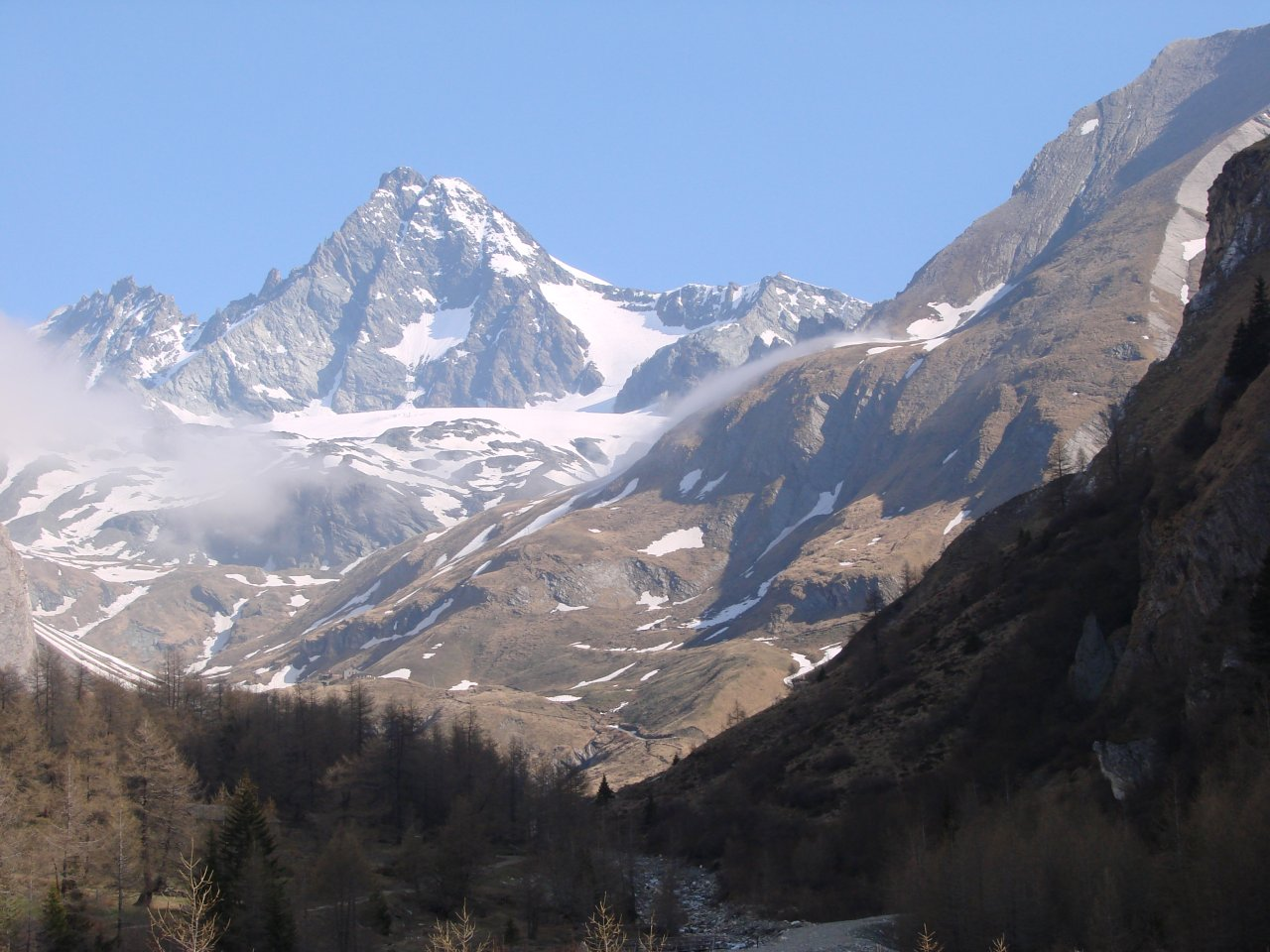
Grossglockner

Wysokie Taury (niem. Hohe Tauern) – najwyższe pasmo górskie w Austrii, położone w głównej grani Alp.  Maksymalna wysokość – 3798 m n.p.m. (Grossglockner – najwyższy szczyt Austrii). Wysokie Taury stanowią potężny masyw w obrębie Alp Centralnych. Od położonych na wschód Niskich Taurów oddzielone są przełęczą Murtörl, od położonych na zachód Alp Zillertalskich – przełęczą Birnlücke. Wysokie Taury leżą na terenie trzech austriackich landów: Tyrolu, Karyntii i Salzburga, ich niewielki fragment znajduje się w Południowym Tyrolu we Włoszech. 
Zbudowane są głównie ze starych skał metamorficznych (gnejsy, łupki krystaliczne) wchodzących w skład krystalicznego rdzenia Alp Centralnych. Skały krystaliczne pokryte są fragmentarycznie jurajskimi skałami osadowymi. Z tektonicznego punktu widzenia znaczna część Wysokich Taurów stanowi tzw. Tauryjskie Okno Tektoniczne, w którym skały metamorficzne pokryte częściowo autochtonicznymi osadami mezozoicznymi ukazują się spod zerodowanych płaszczowin nasunięć tektonicznych.
Posiadają typowo alpejską rzeźbę terenu z ostrymi graniami, niemal pionowymi ścianami skalnymi i głębokimi dolinami. Rzeźba ta jest wynikiem działalności lodowców, które zachowane są w wyższych partiach masywu (najdłuższy Pasterze). Wysokie Taury mają układ niemal idealnie równoleżnikowy. Od ich głównej grani w kierunku północnym i południowym odchodzą granie boczne. W jednej z takich grani bocznych położony jest najwyższy szczyt masywu – Grossglockner. Wysokie Taury stanowią hydrologiczną granicę między zlewiskiem Morza Północnego i Morza Śródziemnego. Duże zasoby licznych rzek górskich pozwalają na ich wykorzystanie w hydroenergetyce (największa zapora wodna – Kapruner Ache).
Tworzą rozległy łańcuch, w składzie którego wyróżnia się zwykle szereg podgrup.

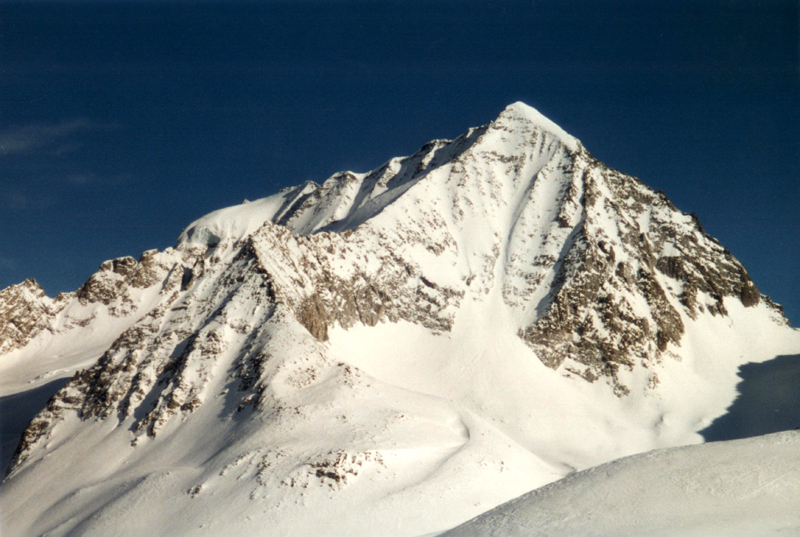
Hochgall

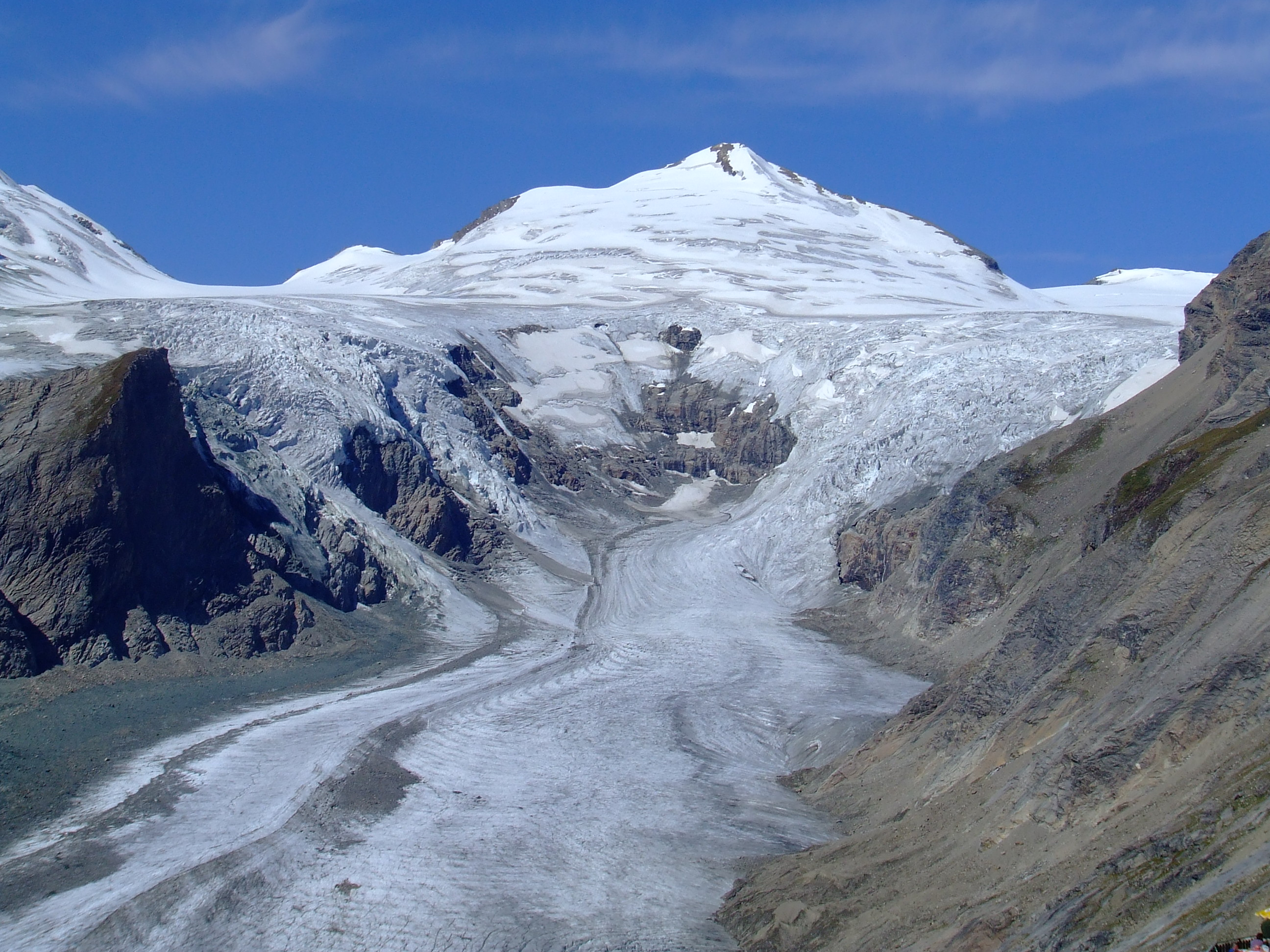
Johannisberg

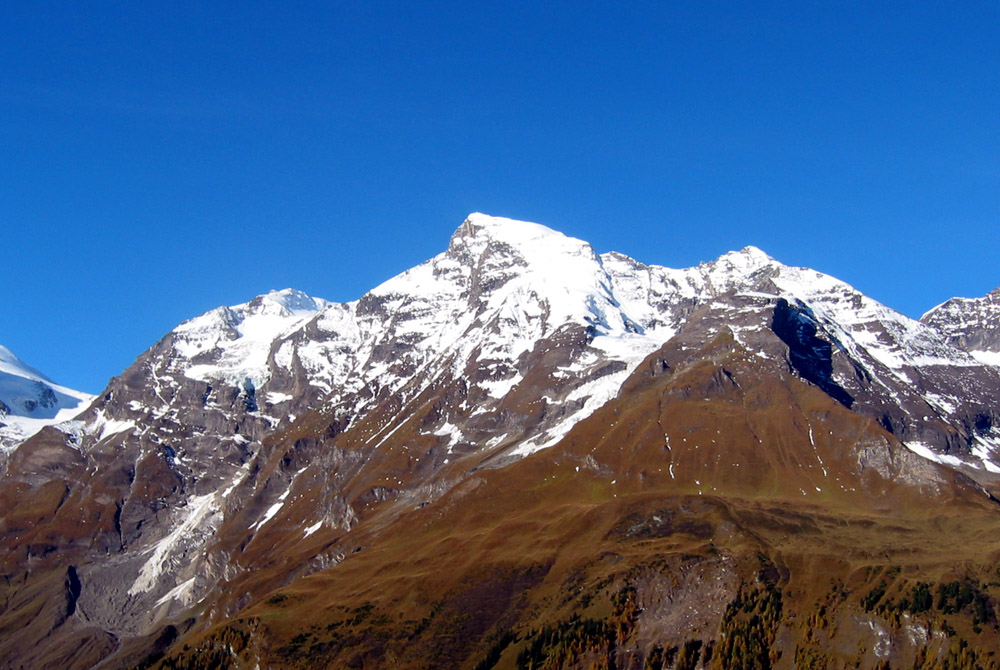
Grosses Wiesbachhorn

| Nazwa              | Mapa                                   | Państwo         | Najwyższy szczyt  | Wys. | Zdjęcie                                |
| ------------------ | -------------------------------------- | --------------- | ----------------- | ---- | -------------------------------------- |
| Venedigergruppe    | Położenie Venedigergruppe na mapie Alp | Austria, Włochy | Grossvenediger    | 3666 | Großvenediger (3666 m n.p.m.)          |
| Granatspitzgruppe  |                                        | Austria         | Grosser Muntanitz | 3232 | Großer Muntanitz (3232 m n.p.m.)       |
| Glocknergruppe     |                                        | Austria         | Grossglockner     | 3798 | Großglockner (3798 m n.p.m.)           |
| Goldberggruppe     |                                        | Austria         | Hocharn           | 3254 | Hocharn (3254 m n.p.m.)                |
| Ankogelgruppe      |                                        | Austria         | Hochalmspitze     | 3360 | Hochalmspitze (3360 m n.p.m.)          |
| Rieserfernergruppe |                                        | Włochy, Austria | Hochgall          | 3436 | Hochgall (3436 m n.p.m.)               |
| Villgratner Berge  |                                        | Austria, Włochy | Weisse Spitze     | 2962 | Weiße Spitze (2962 m n.p.m., po lewej) |
| Schobergruppe      | Położenie Schobergruppe na mapie Alp   | Austria         | Petzeck           | 3283 | Petzeck (3283 m n.p.m.)                |
| Kreuzeckgruppe     |                                        | Austria         | Mölltaler Polinik | 2784 | Mölltaler Polinik (2784 m n.p.m.)      |

1. ↑  Wysokość w m n.p.m.
2. ↑  Włoski endonim: Gruppo del Venediger.
3. ↑  Włoski endonim: Vedrette di Ries.
4. ↑  Włoski endonim: Monti del Villgraten.

Najwyższe szczyty to: 
| - Grossglockner (3798 m), - Grossvenediger (3662 m), - Grosses Wiesbachhorn (3564 m), - Dreiherrnspitze (3499 m), - Rötspitze (3496 m), - Johannisberg (3453 m), - Hochgall (3436 m), - Hoher Eichham (3371 m), |  | - Hoher Tenn (3368 m), - Malhamspitze (3368 m), - Hochalmspitze (3360 m), - Grosser Geiger (3360 m), - Schneebiger Nock 3358 m), - Fuscherkarkopf (3331 m), - Weissspitze (3300 m), |  | - Keeskogel (3291 m), - Schlieferspitze (3290 m), - Petzeck (3283 m), - Roter Knopf (3281 m), - Hocharn (3254 m), - Ankogel (3252 m), - Grosser Muntanitz (3232). |

## Komunikacja
W obrębie głównej grani Wysokich Taurów brak nisko położonych przełęczy dogodnych dla komunikacji kolejowej i drogowej. Dwa ważne, biegnące w poprzek masywu tunele posiadają istotne znaczenie dla komunikacji międzynarodowej: kolejowy Tunel Tauryjski łączący Bad Gastein od północy i Mallnitz od południa oraz tunel drogowy Felbertauern. Ponadto przez wysoką przełęcz Hochtor (2506 m) prowadzi jedna z najwyżej położonych dróg w Europie (tzw. Großglockner-Hochalpenstraße).

## Ochrona przyrody
Większą część grupy górskiej obejmuje powołany w 1981 r. Park Narodowy Wysokich Taurów – najstarszy i największy w całej Austrii, a jednocześnie największy obszar chroniony w całych Alpach. Obejmuje ponad 1800 km² (z tego 1189 km² ścisłej strefy ochrony i 627 km² otuliny).

## Turystyka
Obszar Wysokich Taurów jest ważnym regionem turystyki górskiej i sportów zimowych. Większość szczytów jest dość trudno dostępna, na niektóre prowadzą drogi odpowiednie dla bardziej doświadczonych turystów.  Główne ośrodki turystyczne: Heiligenblut, Kals, Neukirchen,  Dolina Kaprun, Mallnitz oraz położone na obrzeżu łańcucha Zell am See stanowią jednocześnie ważne ośrodki narciarskie.  
Na szczycie Hoher Sonnblick znajduje się obserwatorium meteorologiczne. 